# شهرستان روتوگ
شهرستان روتوگ (به تبتی: རུ་ཐོག་རྫོང་།، نویسه‌گردانی «ویلی»: ru thog rdzong، پین‌یین تبتی: Rutog Zong) و یا شهرستان ریتو (به چینی: 日土县، به پین‌یین: Rìtǔ Xiàn) یک شهرستان در چین است که در ولایت نگاری واقع شده‌است.
 شهرستان روتوگ ۷۴٬۵۰۰ کیلومتر مربع مساحت و ۶٬۳۰۰ نفر جمعیت دارد.